# Jean Androuet du Cerceau
Jean Androuet du Cerceau (Parigi, 1585 – Parigi, 1649) è stato un architetto francese.

## Biografia
Figlio di Baptiste, era anche nipote di Jacques, architetto e teorico incisore francese che fu la figura di spicco di un secondo barocco rinascimentale. Jean era l'architetto di Luigi XIII.

## Opere
- Viene accreditato della ricostruzione dell'hotel Mayenne dal 1613 al 1617 per Henri de Lorraine, al n. 21 di rue Saint-Antoine e n. 38-40 rue du Petit-Musc a Parigi
- Realizzò, tra le altre, la famosa scalinata a ferro di cavallo di Fontainebleau nel 1623, l'Hôtel de Sully dal 1624 al 1629, secondo i principi architettonici del secolo precedente, nonché altre residenze private parigine tipiche del XVII secolo
- L'Hôtel de Bretonvilliers dal 1637 al 1640 a Parigi (ora demolito)
- Nuove fortificazioni intorno alla città di Parigi
- Partecipò alla costruzione del Pont au Change a Parigi nel 1639
- Bernard Werber lo cita nel suo libro "Les Fourmis".